# 奧布莉·門羅
奧布莉·門羅（英語：Aubree Munro，1993年10月4日—）是一名出生於美國加利福尼亞州的壘球選手，司職捕手。她曾隨隊參加2020年夏季奧林匹克運動會壘球比賽，結果獲得銀牌。

## 外部連結
- 官方网站
- 奧布莉·門羅的Facebook專頁
- 奧布莉·門羅的X（前Twitter）
- 奧布莉·門羅的Instagram帳戶